# Alloteropsis cimicina
Alloteropsis cimicina là một loài thực vật có hoa trong họ Hòa thảo. Loài này được (L.) Stapf mô tả khoa học đầu tiên năm 1919.

## Hình ảnh

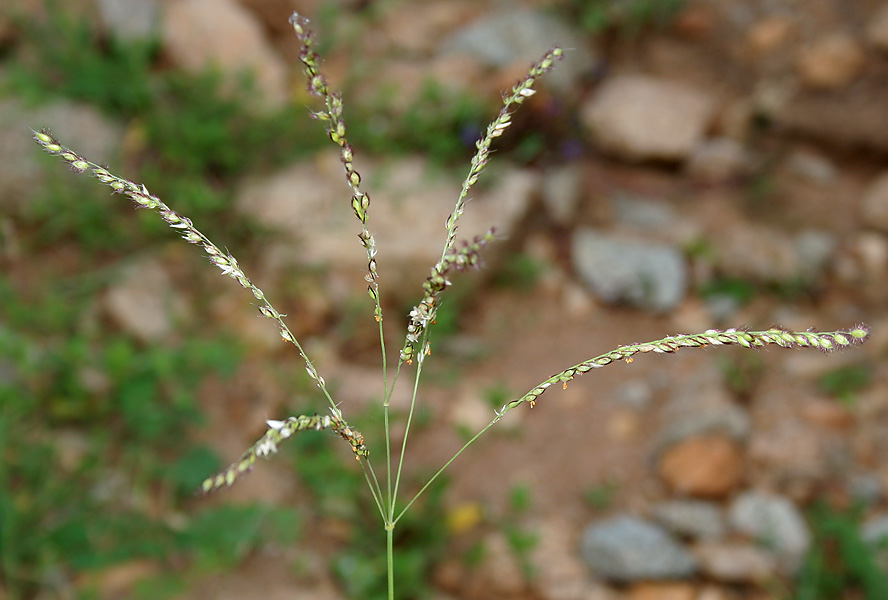
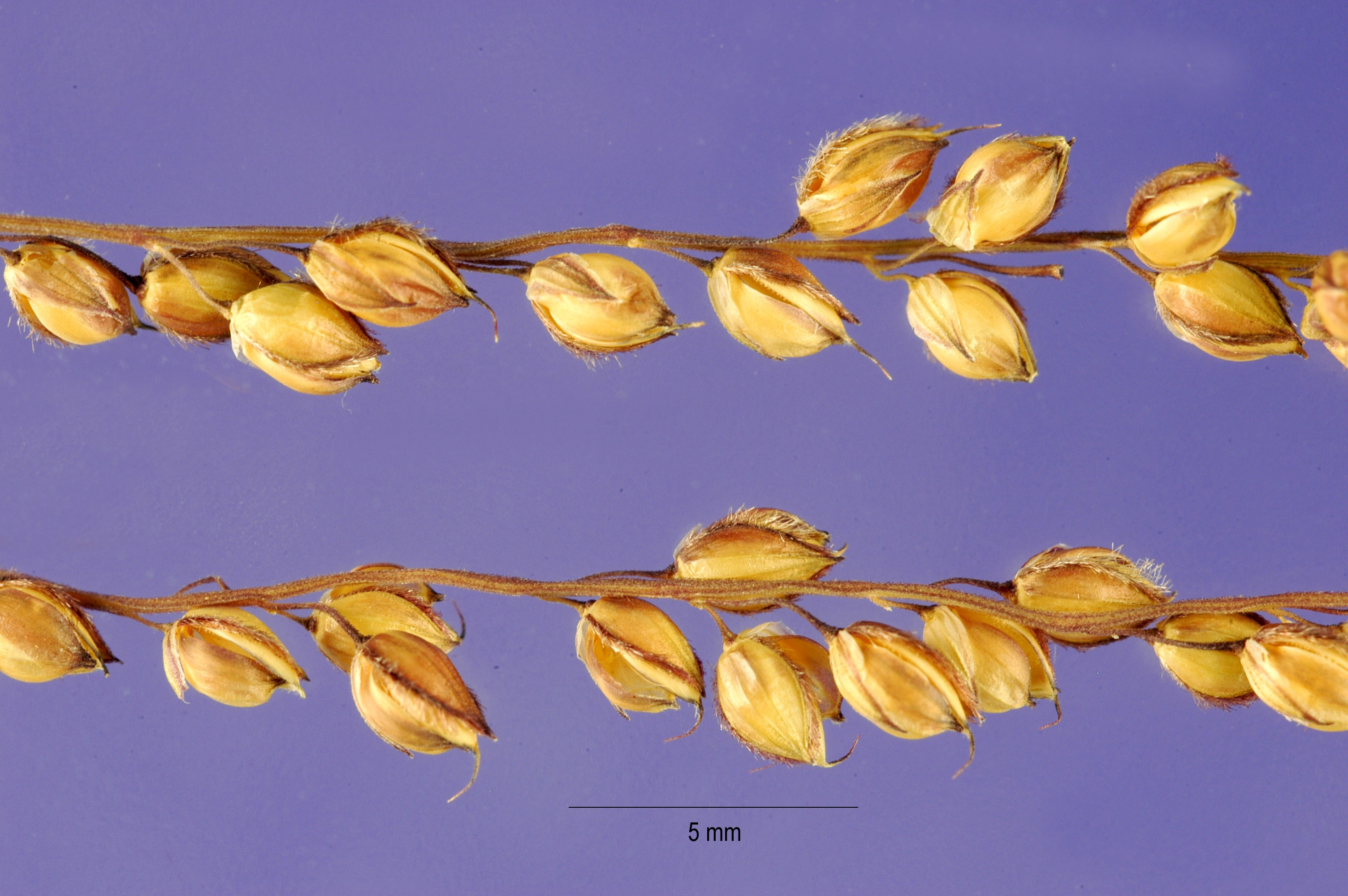
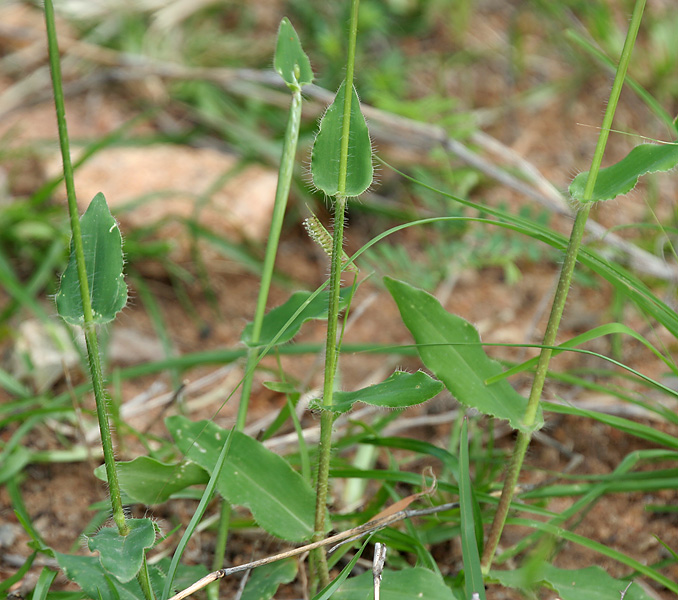
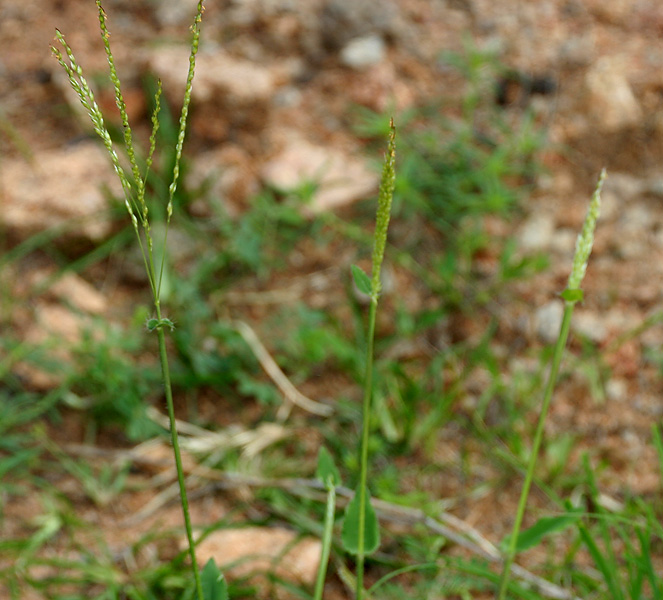